# Titanomyrma lubei
A Titanomyma lubei é uma espécie pré-histórica de formigas que chegariam a medir mais de cinco centímetros de comprimento, e que teriam viajado entre a Europa e a América do Norte quando os continentes estavam mais próximos.